# Otto Klemperer
Otto Klemperer (14. května 1885 Vratislav, Německé císařství – 6. července 1973 Curych, Švýcarsko) byl německý dirigent a hudební skladatel. Jeho strýc byl pražský rabín Wilhelm Klemperer.

## Rodina
Klempererův otec Nathan Klemperer se narodil v Praze a jeho dědeček Abraham Klemperer, učitel náboženství, je zde pochován. Matka pocházela ze starého židovského rodu Reéových. (Ze Španělska, odkud byli Židé na konci 15. století vyhnáni, přesídlil rod do Francie a po Bartolomějské noci odešel nejprve do Altony, náležící tehdy Dánsku, a poté do Německa.) Otto se narodil roku 1885 ve Vratislavi. Otec v tehdy německé Vratislavi působil jako obchodník, ovšem mnoho peněz nevydělal. Měl však nesporné umělecké nadání, vášnivě četl, recitoval Goetha a Schillera a velmi dobře zpíval Schubertovy či Schumannovy písňové cykly. Otto byl však povahou podobný spíše pražskému dědečkovi, muži přísnému a ortodoxnímu.

## Studium a angažmá
Studoval reálné gymnázium v Hamburku, v roce 1901 přešel na Hochovu konzervatoř ve Frankfurtu nad Mohanem, kde studoval klavírní hru u Jamese Kwasta a komponování u Ivana Knorra. Po roce studia odešel (1902) do Berlína. Na dirigentskou dráhu nepomýšlel. První vystoupení v roli dirigenta ve slavném činoherním divadle Maxe Reinharta považoval za pouhou epizodu, ale jeho profesionální dráhu ovlivnil Gustav Mahler, s nímž se třikrát setkal.
První angažmá získal Otto Klemperer v pražském Novém německém divadle (1907), také díky Mahlerovu doporučení, ale pobyl tu (na místě sbormistra a později kapelníka) jen tři roky, přestože ohlasy byly příznivé. Následovala angažmá v Hamburku (1910–1913) a Brémách (1913–1914), významné místo druhého kapelníka opery ve Štrasburku (1914–1917) a angažmá v Kolíně nad Rýnem (1917–1924). Zde konvertoval ke katolicismu, ovlivněn mj. přítelem, křesťansky orientovaným myslitelem Maxem Schelerem. Roku 1919 se oženil s pěvkyní Johannou Gaislerovou. Na scénu zdejšího divadla uvedl kromě klasických děl také Janáčkovu Jenůfu, Káťu Kabanovou a další operní novinky tehdejší doby.
Při následujícím angažmá ve Wiesbadenu (1924–1927) již o Klempererovi věděla celá hudební Evropa. Uskutečnil také první pohostinská vystoupení, kromě jiného v Moskvě a Leningradu.
Roku 1927 dostal nabídku stát se šéfdirigentem a uměleckým ředitelem berlínské opery „Am Platz der Republik“, která do dějin vešla jako „Krollova opera“. (Význam této scény pro hudební divadlo bývá srovnáván s významem, který má pro architekturu 20. století Bauhaus.) Působili zde významní scénografové v čele s Ewaldem Dülbergem a hudebníci, kteří chtěli dělat kvalitní hudební divadlo nezatížené mašinérií běžného operního provozu. Během čtyř sezón uvedla Krollova opera 36 premiér včetně Stravinského Krále Oidipa, děl Paula Hindemitha, Ravela či Debussyho. V novém a svěžím nastudování se objevily i opery Mozartovy (v jedné z nich účinkovala též Jarmila Novotná). Velký ohlas měl Verdiho Falstaff a Wagnerův Bludný Holanďan. Ovšem politický tlak fašistické pravice a velká hospodářská krize přiměly vládu roku 1931 tuto ojedinělou scénu uzavřít. Krollova opera oficiálně patřila pod operu Unter den Linden, v níž měl Otto Klemperer následující krátké angažmá. Následovala ještě série koncertů po Evropě (Salcburk, Leningrad, Varšava aj.) a Klempererovo angažmá ukončil nástup Hitlera. Po předchozích událostech další politický tlak Klemperera příliš nepřekvapil.
Životaběh Otto Klemperera od narození po rok 1933 je předmětem prvního svazku jeho biografie Otto Klemperer: his life and times: 1885–1933. Druhý svazek slavné biografie Otto Klemperer: his life and times: 1933–1973 sleduje dirigentovy osudy od doby, kdy byl emigrantem ve Spojených státech.
V roce 1933 odejel Otto Klemperer do USA. Stal se šéfdirigentem Los Angeles Philharmonic Orchestra. Pobyt ve Spojených státech ho také více přiblížil Arnoldu Schönbergovi. V Los Angeles působil do roku 1946, ale v roce 1939 vážně onemocněl a podstoupil operaci mozkového nádoru. Do konce války dirigoval již jen příležitostně.
Po návratu do Evropy v roce 1946 dostal Otto Klemperer pozvání Aladára Totha (*1898, †1968), maďarského muzikologa, milovníka Mozartova díla a ředitele opery. V Budapešti mohl pracovat se třemi orchestry a měl k dispozici skvělé pěvce. Tato kapitola je reprezentativně zaznamenána na gramofonových deskách. V období vrcholného stalinismu došlo k výrazné eskalaci protižidovských projevů a konflikt s komunistickým režimem přiměl Klemperera v roce 1950 k odchodu.
Poslední velký zlom nastal v roce 1951, kdy Klemperer podepsal smlouvu s Walterem Leggem a byl jmenován doživotním šéfdirigentem Philharmonia Orchestra v Londýně. (Pettitt uvádí, že doživotním šéfdirigentem byl O. Klemperer jmenován roku 1959: „V roce 1959 Legge opustil svou zásadu, že by orchestr neměl mít žádného stálého dirigenta, a jmenoval Klemperera »doživotním dirigentem«.“) Nastalo dvacet let intenzivní koncertní i nahrávací činnosti. V roce 1964 se orchestr přejmenoval na New Philharmonia Orchestra a jeho šéfem a prezidentem se stal Otto Klemperer („old Klemp“, jak mu hráči vtipně přezdívali).

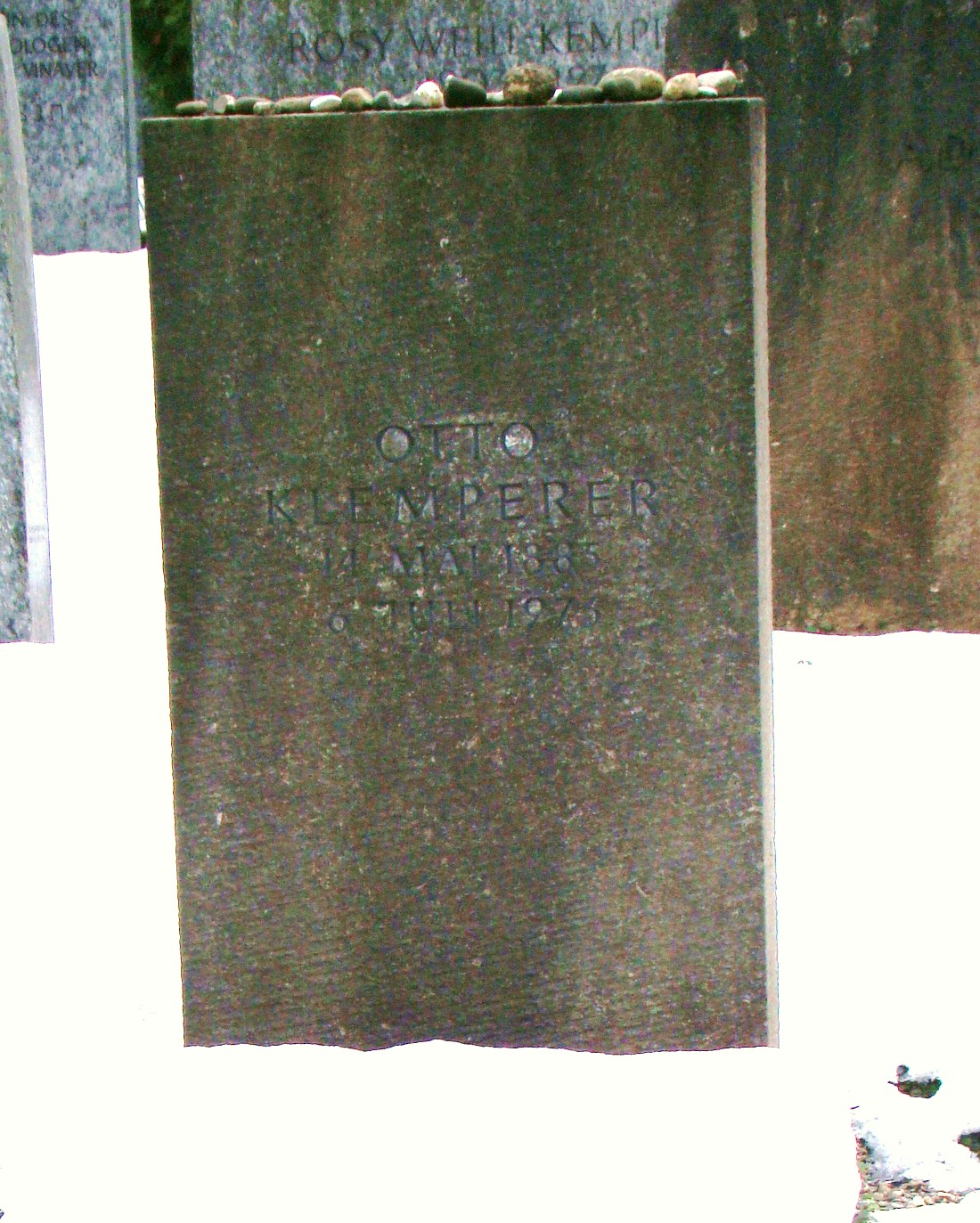
Hrob v prosinci 2009.

Dlouho byl posledním žijícím příslušníkem „generace velkých dirigentů“. S publikem se rozloučil posledním koncertem 26. 9. 1971. V témže roce s ním Peter Heyworth, který je autorem důkladné dvousvazkové monografie, natočil rozsáhlý autobiografický rozhovor – portrét i bilanci zároveň.
Otto Klemperer se nakonec usadil ve Švýcarsku. Zemřel ve věku 88 let v Curychu 6. července 1973 a je pohřben na hřbitově Oberer Freisenberg.